# NGC 2822
NGC 2822 (другие обозначения — ESO 61-4, IRAS09132-6926, PGC 26026) — линзовидная галактика в созвездии Киля. Открыта Джоном Гершелем в 1835 году. Галактика сильно затмевается светом расположенной поблизости Беты Киля, хотя Гершель не упомянул об этом в своих записях. Сама галактика имеет довольно пекулярную структуру, содержит короткий неоднородный бар, тусклые пылевые полосы, внутреннее кольцо и линзу.
Этот объект входит в число перечисленных в оригинальной редакции «Нового общего каталога».